# Bagaré
Bagaré è un dipartimento del Burkina Faso classificato come comune, situato nella provincia di Passoré, facente parte della Regione del Nord.
Il dipartimento si compone del capoluogo e di altri 27 villaggi: Bassantinga, Bibiou, Bisma, Darigma, Gaon, Gobila, Gorpouly, Kalla, Kénéma, Kiendembaye, Kinkan, Korro, Nionniongo, Niouma, Ouindongtenga, Pangtenga, Rabouglitenga, Siguinonguin, Souri, Tagho, Tamesbaongo, Tanghin e Zougo.